# Красіївська сільська рада
Красі́ївська сільська́ ра́да — адміністративно-територіальна одиниця та орган місцевого самоврядування в Монастириському районі Тернопільської області. Адміністративний центр — село Красіїв.

## Загальні відомості
- Територія ради: 2,967 км²
- Населення ради: 818 осіб (станом на 2001 рік)
- Територією ради протікає річка Золота Липа

## Населені пункти
Сільській раді були підпорядковані населені пункти:
- с. Красіїв

## Склад ради
Рада складалася з 16 депутатів та голови.
- Голова ради: Рібий Василь Васильович
- Секретар ради: Герин Галина Василівна

### Керівний склад попередніх скликань
| Прізвище, ім'я, по батькові | Основні відомості                                                 | Дата обрання | Дата звільнення |
| --------------------------- | ----------------------------------------------------------------- | ------------ | --------------- |
| Рібий Василь Васильович     | Сільський голова, 1972 року народження, освіта вища               | 26.03.2006   | 31.10.2010      |
| Рібий Василь Васильович     | Сільський голова, 1972 року народження, освіта вища, безпартійний | 31.10.2010   |                 |

Примітка: таблиця складена за даними сайту Верховної Ради України

### Депутати
За результатами місцевих виборів 2010 року депутатами ради стали:

#### За суб'єктами висування
| Суб'єкт висування | Кількість обраних депутатів | %   |
| ----------------- | --------------------------- | --- |
| Самовисування     | 16                          | 100 |

#### За округами
| № округу | Прізвище, ім'я, по батькові     | Дата визнання обраним | Освіта             | Партійна приналежність | Відомості про обраного депутата                                   |
| -------- | ------------------------------- | --------------------- | ------------------ | ---------------------- | ----------------------------------------------------------------- |
| 1        | Токарчук Тетяна Олегівна        | 02.11.2010            | середня            | позапартійна           | тимчасово не працює                                               |
| 2        | Качорак Ольга Степанівна        | 02.11.2010            | вища               | позапартійна           | Яргорівська загальноосвітня школа І-ІІ ст., вчитель               |
| 3        | Шостак Тарас Степанович         | 02.11.2010            | середня спеціальна | позапартійний          | м. Тернопіль, фельдшер                                            |
| 4        | Бурак Василь Михайлович         | 02.11.2010            | вища               | позапартійний          | пенсіонер                                                         |
| 5        | Кордяк Михайло Володимирович    | 02.11.2010            | незакінчена вища   | позапартійний          | Прикарпатський національний університет ім. В. Стефаника, студент |
| 6        | Михайлович Калина Василівна     | 02.11.2010            | середня спеціальна | позапартійна           | пенсіонер                                                         |
| 7        | Герин Василь Петрович           | 02.11.2010            | середня            | позапартійний          | тимчасово не працює                                               |
| 8        | Герин Галина Василівна          | 02.11.2010            | середня спеціальна | позапартійна           | Красіївська сільська рада, секретар                               |
| 9        | Ганушевська Світлана Степанівна | 02.11.2010            | середня            | позапартійна           | Красіївська сільська рада, техпрацівник                           |
| 10       | Пилипів Валерій Михайлович      | 02.11.2010            | середня спеціальна | позапартійний          | Красіївський будинок культури, директор                           |
| 11       | Турчин Надія Степанівна         | 02.11.2010            | середня спеціальна | позапартійна           | тимчасово не працює                                               |
| 12       | Тримбалюк Галина Степанівна     | 02.11.2010            | середня спеціальна | позапартійна           | Красіївське відділення зв'язку, листоноша                         |
| 13       | Рібий Сергій Іванович           | 02.11.2010            | вища               | позапартійний          | Задарівська загальноосвітня школа І-ІІІ ст., вчитель              |
| 14       | Михайлович Марія Іванівна       | 02.11.2010            | середня            | позапартійна           | тимчасово не працює                                               |
| 15       | Горлей Марія Степанівна         | 02.11.2010            | середня            | позапартійна           | пенсіонер                                                         |
| 16       | Гарасимів Любов Іванівна        | 02.11.2010            | вища               | позапартійна           | Красіївська сільська рада, бухгалтер                              |